# Mattias Bjärsmyr
Nils Erik Mattias Bjärsmyr (Hestra, 3 gennaio 1986) è un ex calciatore svedese, di ruolo difensore.

## Carriera

### Club
Cresce calcisticamente nel Grimsås IF, per poi trasferirsi nell'Husqvarna con il quale esordì anche in Superettan (la seconda divisione svedese) a 16 anni nel 2002. Dopo due stagioni, andò a giocare nel massimo campionato svedese, l'Allsvenskan, con la maglia dell'IFK Göteborg nel 2005, divenendo presto uno dei più giovani leader del club per talento, concentrazione e capacità di guidare la difesa.
Il 16 luglio 2009 si trasferisce al Panathīnaïkos, firmando un contratto quadriennale. Dopo un prestito al Rosenborg e un breve rientro ai verdi di Atene, torna in Svezia per iniziare una seconda parentesi con la maglia dell'IFK Göteborg.
Il 20 luglio 2017, complice il contratto in scadenza e durante un'annata difficile per il club biancoblu visto il momentaneo 11º posto in classifica, il capitano Bjärsmyr lascia il Göteborg per passare ai turchi del Sivasspor, dove rimane due anni prima di passare al Gençlerbirliği a parametro zero. Con i rossoneri disputa l'annata 2019-2020, durante la quale gioca 8 partite di Süper Lig.
Dopo aver rescisso con il Gençlerbirliği nel maggio del 2020, Bjärsmyr torna all'IFK Göteborg per la sua terza parentesi personale in biancoblu, alla luce del contratto valido fino alla fine dell'anno con un'opzione per un'ulteriore stagione. Prolunga poi per un'altra annata sia nel dicembre 2020 che nel dicembre 2021, ritirandosi infine al termine del campionato 2022.

### Nazionale
Gioca dal 2005 nella Nazionale svedese Under-21 dove si impone come baluardo della difesa sino ad acquisire la fascia di capitano.
Ha esordito con la nazionale maggiore contro la Costa Rica.

## Statistiche

### Presenze e reti nei club
Statistiche aggiornate al 2 novembre 2018.
| Stagione             | Squadra              | Campionato           | Campionato | Campionato | Coppe nazionali | Coppe nazionali | Coppe nazionali | Coppe continentali | Coppe continentali | Coppe continentali | Altre coppe | Altre coppe | Altre coppe | Totale | Totale |
| Stagione             | Squadra              | Comp                 | Pres       | Reti       | Comp            | Pres            | Reti            | Comp               | Pres               | Reti               | Comp        | Pres        | Reti        | Pres   | Reti   |
| -------------------- | -------------------- | -------------------- | ---------- | ---------- | --------------- | --------------- | --------------- | ------------------ | ------------------ | ------------------ | ----------- | ----------- | ----------- | ------ | ------ |
| 2002                 | Husqvarna            | SE                   | 1          | 0          | CS              | ?               | ?               | -                  | -                  | -                  | -           | -           | -           | 1      | 0      |
| 2003                 | Husqvarna            | SE                   | 15         | 0          | CS              | ?               | ?               | -                  | -                  | -                  | -           | -           | -           | 15     | 0      |
| 2004                 | Husqvarna            | SE                   | 21         | 0          | CS              | ?               | ?               | -                  | -                  | -                  | -           | -           | -           | 21     | 0      |
| Totale Husqvarna     | Totale Husqvarna     | Totale Husqvarna     | 37         | 0          |                 | ?               | ?               | -                  | -                  | -                  | -           | -           | -           | 37     | 0      |
| 2005                 | IFK Göteborg         | A                    | 20         | 0          | CS              | ?               | ?               | CI                 | 6                  | 0                  | -           | -           | -           | 20     | 0      |
| 2006                 | IFK Göteborg         | A                    | 19         | 0          | CS              | ?               | ?               | -                  | -                  | -                  | -           | -           | -           | 19+    | 0+     |
| 2007                 | IFK Göteborg         | A                    | 25         | 2          | CS              | ?               | ?               | -                  | -                  | -                  | -           | -           | -           | 25+    | 2+     |
| 2008                 | IFK Göteborg         | A                    | 27         | 1          | CS              | ?               | ?               | CL                 | 4                  | 0                  | SS          | 1           | 0           | 32+    | 1+     |
| gen.-lug. 2009       | IFK Göteborg         | A                    | 13         | 0          | CS              | ?               | ?               | -                  | -                  | -                  | SS          | 1           | 0           | 14+    | 0+     |
| Totale IFK Göteborg  | Totale IFK Göteborg  | Totale IFK Göteborg  | 104        | 3          |                 | ?               | ?               |                    | 10                 | 0                  |             | 2           | 0           | 116+   | 3+     |
| 2009-2010            | Panathīnaïkos        | SLE                  | 17         | 0          | CG              | 3               | 0               | UCL+UEL            | 1+4                | 0+0                | -           | -           | -           | 25     | 0      |
| ago.-dic. 2010       | Rosenborg            | ES                   | 7          | 0          | CN              | 1               | 0               | UEL                | 6                  | 0                  | -           | -           | -           | 13     | 0      |
| gen.-giu. 2011       | Rosenborg            | ES                   | 2          | 0          | CN              | ?               | ?               | -                  | -                  | -                  | -           | -           | -           | 2      | 0      |
| Totale Rosenborg     | Totale Rosenborg     | Totale Rosenborg     | 9          | 0          |                 | 1               | 0               |                    | 6                  | 0                  | -           | -           | -           | 16     | 0      |
| 2011-2012            | Panathīnaïkos        | SLE                  | 9          | 0          | CG              | 2               | 0               | UCL                | 0                  | 0                  | -           | -           | -           | 9      | 0      |
| Totale Panathīnaïkos | Totale Panathīnaïkos | Totale Panathīnaïkos | 26         | 0          |                 | 5               | 0               |                    | 5                  | 0                  | -           | -           | -           | 36     | 0      |
| 2012                 | IFK Göteborg         | A                    | 8          | 1          | CS              | 5               | 0               | -                  | -                  | -                  | -           | -           | -           | 13     | 1      |
| 2013                 | IFK Göteborg         | A                    | 20         | 1          | CS              | 5               | 0               | -                  | -                  | -                  | -           | -           | -           | 25     | 1      |
| 2014                 | IFK Göteborg         | A                    | 30         | 0          | CS              | 6               | 1               | UCL                | 6                  | 0                  | -           | -           | -           | 42     | 1      |
| 2015                 | IFK Göteborg         | A                    | 23         | 1          | CS              | 1               | 0               | UEL                | 4                  | 0                  | -           | -           | -           | 28     | 1      |
| 2016                 | IFK Göteborg         | A                    | 23         | 0          | CS              | 4               | 1               | UEL                | 8                  | 0                  | -           | -           | -           | 35     | 1      |
| 2017                 | IFK Göteborg         | A                    | 14         | 1          | CS              | 0               | 0               | -                  | -                  | -                  | -           | -           | -           | 14     | 1      |
| Totale Göteborg      | Totale Göteborg      | Totale Göteborg      | 118        | 4          |                 | 21              | 2               |                    | 18                 | 0                  | -           | -           | -           | 157    | 6      |
| 2017-2018            | Sivasspor            | SL                   | 32         | 0          | CT              | 0               | 0               | -                  | -                  | -                  | -           | -           | -           | 32     | 0      |
| 2018-2019            | Sivasspor            | SL                   | 5          | 0          | CT              | 0               | 0               | -                  | -                  | -                  | -           | -           | -           | 5      | 0      |
| Totale Husqvarna     | Totale Husqvarna     | Totale Husqvarna     | 37         | 0          |                 | 0               | 0               | -                  | -                  | -                  | -           | -           | -           | 37     | 0      |
| Totale carriera      | Totale carriera      | Totale carriera      | 331        | 7          |                 | 27+             | 2+              |                    | 39                 | 0                  |             | 2           | 0           | 399+   | 9+     |

## Palmarès

### Club

#### Competizioni nazionali
- Campionato svedese: 1

IFK Göteborg: 2007
- Campionato greco: 1

Panathinaikos: 2009-2010
- Coppa di Grecia: 1

Panathinaikos: 2009-2010
- Campionato norvegese: 1

Rosenborg: 2010
- Coppa di Svezia: 1

IFK Göteborg: 2012-2013